# Salto El Tigre
Salto El Tigre är ett vattenfall i Mexiko.   Det ligger i delstaten Veracruz, i den sydöstra delen av landet, 260 km öster om huvudstaden Mexico City. Salto El Tigre ligger 914 meter över havet.
Terrängen runt Salto El Tigre är huvudsakligen kuperad, men norrut är den bergig. Runt Salto El Tigre är det ganska glesbefolkat, med 48 invånare per kvadratkilometer. Närmaste större samhälle är Alto Lucero, 7,7 km sydväst om Salto El Tigre. I omgivningarna runt Salto El Tigre växer huvudsakligen savannskog.